# Holcomb Manufacturing Company
Holcomb Manufacturing Company war ein US-amerikanischer Hersteller von Automobilen.

## Unternehmensgeschichte
H. C. Holcomb betrieb bis 1903 ein Unternehmen in Hartford in Connecticut. Er stellte Automobile her. 1903 wurde ein neues Unternehmen gegründet, das das bisherige übernahm. Zu den Gründern zählten erneut H. C. Holcomb sowie Henry W. B. Manson. Das Gründungskapital betrug 50.000 US-Dollar. Der Markenname lautete Holcomb. Im gleichen Jahr endete die Produktion. Insgesamt entstanden nur wenige Fahrzeuge.